# Avolasca
Avolasca là một đô thị ở tỉnh Alessandria trong vùng Piedmont của Italia, có vị trí cách khoảng 100 km về phía đông nam của Torino và khoảng 30 km về phía đông nam của Alessandria. Tại thời điểm ngày 31 tháng 12 năm 2004, đô thị này có dân số 292 người và diện tích là 12,3 km².
Đô thị Avolasca có các frazioni (các đơn vị cấp dưới, chủ yếu là các làng) Montebello, Grua, Baiarda, Casa Borella, Oliva, Tassare, Mereta, Pissine, và Isolabella.
Avolasca giáp các đô thị: Casasco, Castellania, Costa Vescovato, Garbagna, Montegioco, và Montemarzino.